# Allium desertorum
Allium desertorum — вид трав'янистих рослин родини амарилісові (Amaryllidaceae), поширений у східному Середземномор'ї.

## Поширення
Населяє східне Середземномор'я — Ізраїль, Йорданія, Єгипет.